# Ugo Colombo
Ugo Colombo (San Giorgio su Legnano, 22 de fevereiro de 1940-Pontremoli, 10 de outubro de 2019) foi um ciclista profissional italiano que foi profissional de 1964 a 1974.

## Palmarés
| - 1968 - G. P. Montelupo - 1969 - 2 etapas do Volta à Romandia - 1 etapa do Giro d'Italia - 1970 - Coppa Placci - 1 etapa da Volta à Catalunha | - 1971 - 1 etapa da Volta à Suíça - Coppa Placci - 3.º do Giro d'Italia - 1972 - 1 etapa do Giro d'Italia 1974 - - 1 etapa do Giro d'Italia |

## Resultados nas grandes voltas
| Corrida            | 1964 | 1965 | 1966 | 1967 | 1968 | 1969 | 1970 | 1971 | 1972 | 1973 | 1974 |
| ------------------ | ---- | ---- | ---- | ---- | ---- | ---- | ---- | ---- | ---- | ---- | ---- |
| Giro d'Italia      | 39.º | 23.º | 18.º | Ab.  | 36.º | 5.º  | 17.º | 3.º  | 23.º | Ab.  | 39.º |
| Tour de France     | -    | -    | 44.º | 34.º | 10.º | -    | -    | -    | -    | -    | -    |
| Volta a Espanha    | -    | -    | -    | -    | -    | -    | -    | -    | -    | -    | -    |
| Mundial em Estrada | -    | -    | -    | -    | -    | -    | -    | -    | -    | -    | -    |

-: não participa

Ab.: abandono